# Бјеловчина
Бјеловчина је насељено место у Босни и Херцеговини у општини Коњиц у Херцеговачко-неретванском кантону које административно припада Федерацији Босне и Херцеговине.  Према прелиминарним резултатима пописа 2013. у несељу је живело ≤10 становника.

## Историја
У току рата 1992, комплетно српско становништво из Бјеловчина је одведено у логор Челебићи, од којих су неки и убијени.

## Становништво
По последњем службеном попису становништва из 1991. године, у насељу Бјеловчина живело је 207 становника. Већина становника су били Срби. Према прелиминарним резултатима пописа 2013. у несељу је живело ≤10 становника у ≤3 домаћинстава.

## Становништво Бјеловчина по националној структури по пописима
| Националност       | 1971. | 1981. | 1991.        | 2013. |
| Срби               |       |       | 161 (77,78%) |       |
| Хрвати             |       |       | 25 (12,08%)  |       |
| Муслимани          |       |       | 16 (7,73%)   |       |
| Југословени        |       |       | 4 (1,93%)    |       |
| остали и непознато |       |       | 1 (0,18%)    |       |
| Укупно             | 254   | 273   | 207          | ≤10   |

### Кретање броја становника по пописима
| година пописа  | 1948. | 1953. | 1961. | 1971. | 1981. | 1991. | 2013. |
| бр. становника | —     | —     | 251   | 254   | 273   | 207   | ≤ 10  |